# Flughafen Jacarepaguá

i8
i11
i13
Der Flughafen Jacarepaguá (portugiesisch Jacarepaguá–Roberto Marinho Airport; IATA-Code: RRJ, ICAO-Code: SBJR) ist ein öffentlicher Flughafen auf 3 m Seehöhe, nahe Barra da Tijuca, Rio de Janeiro, Brasilien. Die Fläche des Flughafens beträgt 120 ha. Er hat eine Asphaltpiste mit 900 m Länge und 30 m Breite.

## Geschichte
Die Geschichte des Terminals beginnt Mitte der 1920er Jahre, als der Franzose Pierre Georges Latécoerè, ein Luftfahrtpionier, plante, Frankreich auf dem Luftweg mit Südamerika zu verbinden. Rio de Janeiro, damals die Hauptstadt Brasiliens, war der ideale Standort, genauer gesagt in Campo dos Afonsos. Viele Jahre wurde Campo dos Afonsos von der Companhia Latécoerè und der französischen Luftpost Aeropostale (später Air France) genutzt.
Im Jahr 1944 wurde der Flughafen zum Stützpunkt der brasilianischen Luftwaffe und diente der Flugausbildung. Am 19. September 1966 wurde er stillgelegt und zum Flugplatz der Allgemeinen Luftfahrt umgebaut.
Erst 1969 wurde mit dem Bau eines Terminals, eines Vorfelds und von Hangars begonnen. Am 19. Januar 1971 wurde der neue Flughafen offiziell eröffnet.
Am 18. Juni 2008 erhielt der Flughafen den Namen Jacarepaguá/RJ Airport – Roberto Marinho, zu Ehren des Journalisten, der Organizações Globo gegründet hat.
Zuvor von Infraero betrieben, erhielt Pax Aeroportos, kontrolliert von XP Inc., am 18. August 2022 eine 30-jährige Konzession für den Betrieb des Flughafens.

## Flugbetrieb
Im Jahre 2021 fanden 68.687 Flugbewegungen statt und 167.028 Passagiere wurden befördert.